# Flûte harmonique 8'
 (juillet 2025).
Si vous disposez d'ouvrages ou d'articles de référence ou si vous connaissez des sites web de qualité traitant du thème abordé ici, merci de compléter l'article en donnant les références utiles à sa vérifiabilité et en les liant à la section « Notes et références ».
La flûte harmonique 8’ est un jeu d'orgue appartenant à la famille des jeux de fond et au sous-groupe des jeux octaviants,, de tessiture 8', dont la longueur du corps des tuyaux est doublée, à partir du Do3 le plus souvent et du Do2 dans les très grands instruments. Se trouve également dans les orgues anciennes sous le terme « flûte traversière » ou « Querflöte » en allemand.